# Liste der Monuments historiques in Saint-Julien-les-Villas
Die Liste der Monuments historiques in Saint-Julien-les-Villas führt die Monuments historiques in der französischen Gemeinde Saint-Julien-les-Villas auf.

## Liste der Immobilien
| Bezeichnung                 | Beschreibung                                                             | Standort                       | Kennzeichnung | Schutzstatus | Datum | Bild           |
| --------------------------- | ------------------------------------------------------------------------ | ------------------------------ | ------------- | ------------ | ----- | -------------- |
| Kirche St-Julien-de-Brioude | aus dem 16. Jahrhundert; Ausmalung, drittes Viertel des 19. Jahrhunderts | Rue de l’Hôtel-de-Ville (Lage) | PA00078218    | Inscrit      | 1981  | weitere Bilder |

## Liste der Objekte
| Bezeichnung                | Beschreibung                                                                       | Standort                                  | Kennzeichnung | Schutzstatus | Datum | Bild |
| -------------------------- | ---------------------------------------------------------------------------------- | ----------------------------------------- | ------------- | ------------ | ----- | ---- |
| Skulptur Ecce homo         | Kalkstein, farbig gefasst, 16. Jahrhundert; dem Meister von Chaource zugeschrieben | in der Kirche St-Julien-de-Brioude (Lage) | PM10001953    | Classé       | 1908  |      |
| Pietà                      | Kalkstein, farbig gefasst, 1548, aus der Schule von François Gentil                | in der Kirche St-Julien-de-Brioude (Lage) | PM10003254    | Classé       | 1908  |      |
| Skulptur Heiliger Julianus | Kalkstein, farbig gefasst, 16. Jahrhundert                                         | in der Kirche St-Julien-de-Brioude (Lage) | PM10003579    | Inscrit      | 1985  |      |